# Sanogeneza
Sanogeneza (łac. sanus + gr. γενεσις) – zespół procesów obronno-adaptacyjnych, skierowanych na przywrócenie zakłóconej samoregulacji organizmu . Teoria sanogenezy została rozwinięta w pracach takich fizjologów, jak Stiefan Pawlenko , Aleksiej Kokosow i in.